# Аскалафы
Аскала́фы, или булавоу́ски (лат. Ascalaphidae), — семейство насекомых из отряда сетчатокрылых (Neuroptera). По всему миру существует около 400 видов, из которых в Европе встречаются лишь пятнадцать.

## Внешний вид

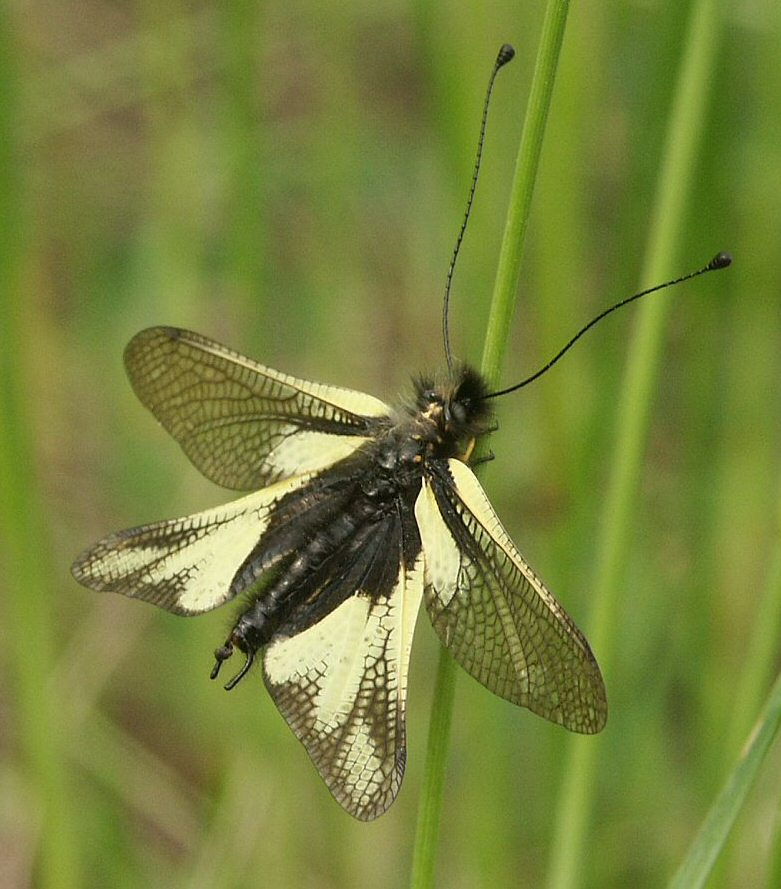
Самец Libelloides coccajus

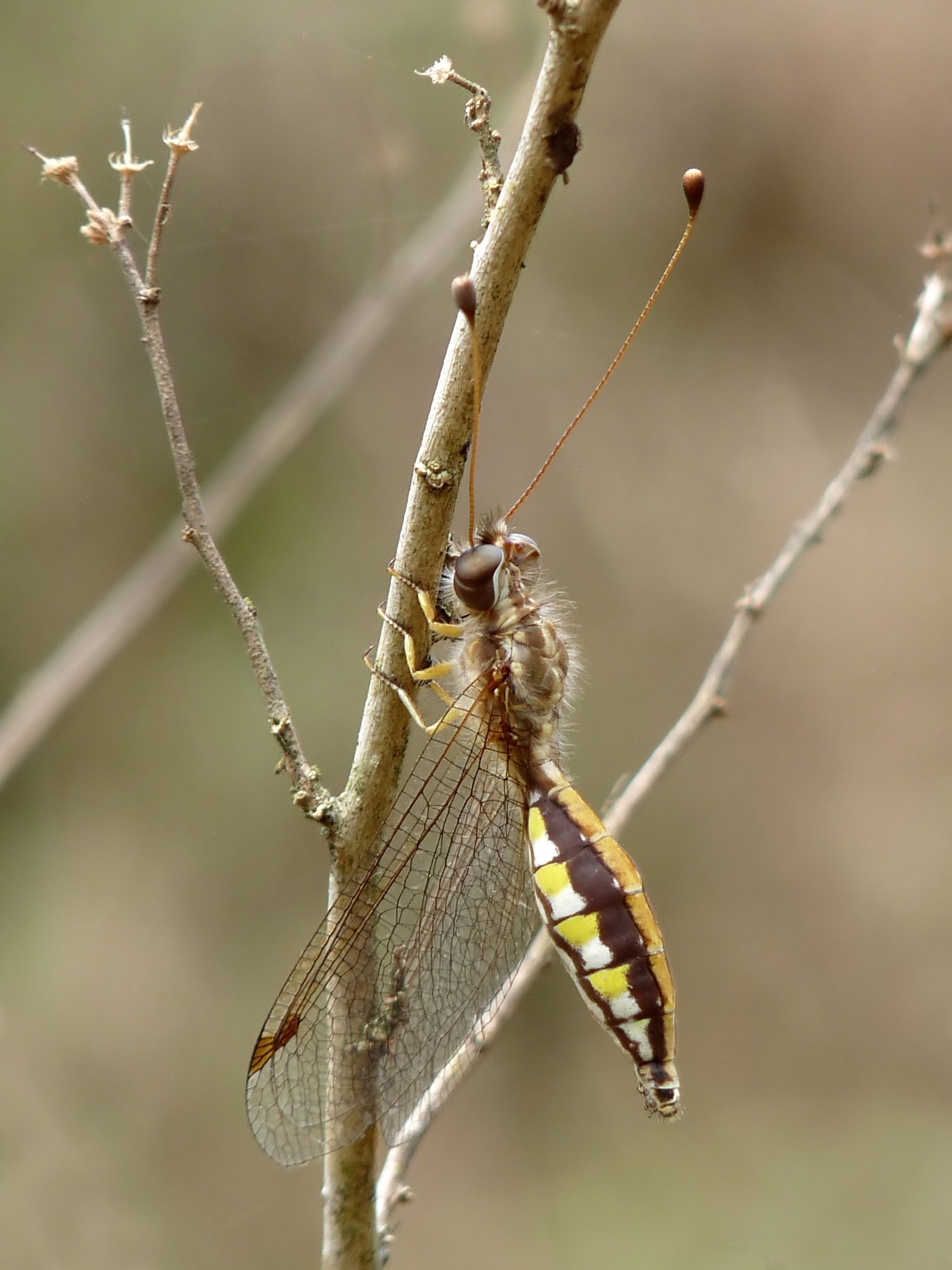
Самка Ascalaphus sinister

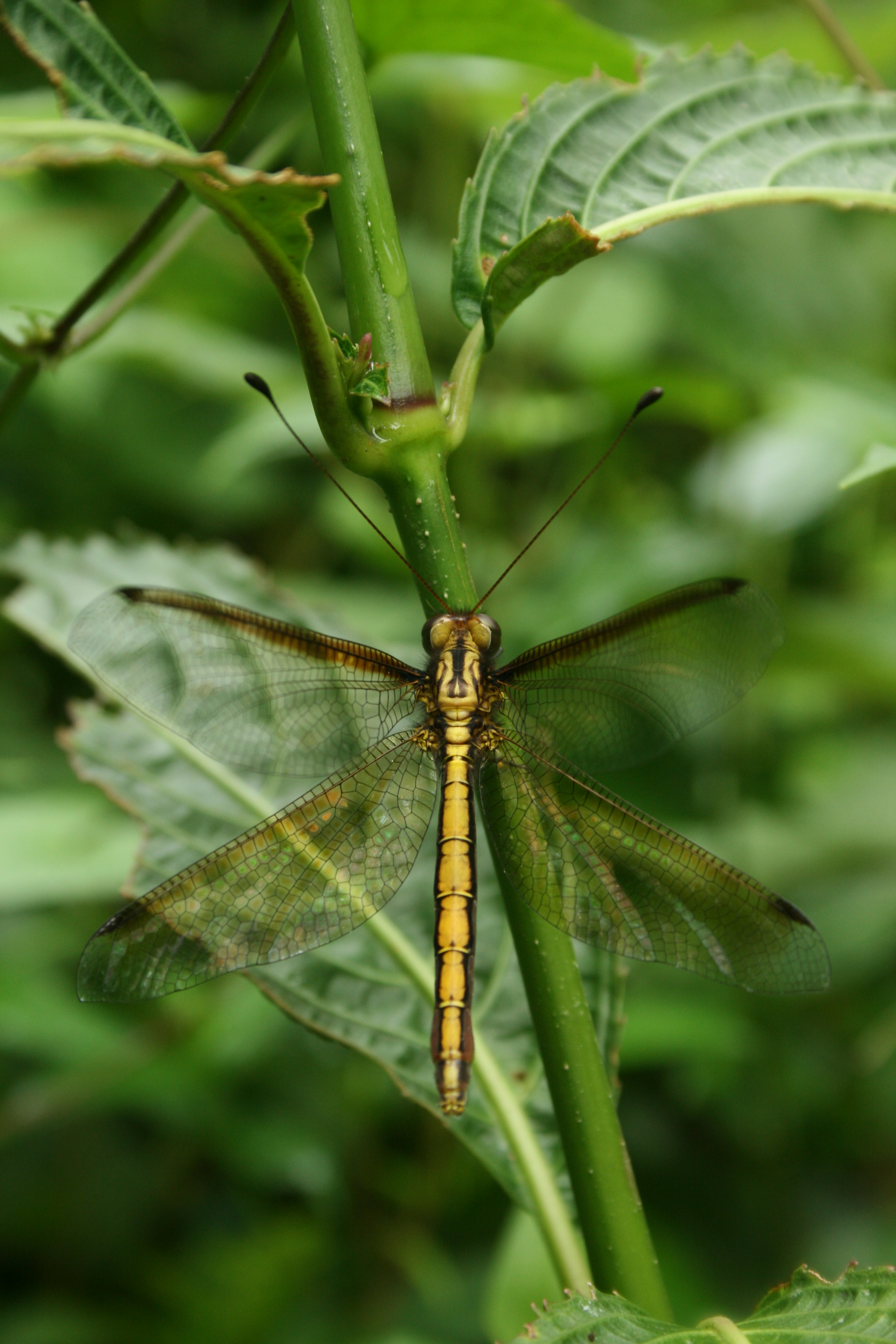
Ascalaphidae sp., Индия

Аскалафы — довольно крупные насекомые. Являются близкими родственниками муравьиных львов, и многие виды аскалафов внешне на них очень похожи. Главное отличие аскалафов — длинные, нитеобразные усики с булавой на кончике; у муравьиных львов же они более короткие и толстые. Длина тела достигает 25—30 мм, размах крыльев — 35—55 мм. Примечателен густой волосяной покров торакса. У многих видов аскалафов широкие пятнистые крылья, придающие им сходство с бабочками. Относительно крупные фасеточные глаза у всех европейских видов разделены надвое.
Личинки также напоминают личинок муравьиных львов. Голова личинок аскалафов, в отличие от муравьиных львов, сердцеобразной формы, а на груди и задней части тела по бокам есть небольшие наросты.

## Поведение
Имаго аскалафов активны в дневное и сумеречное время и отлично летают. Питаются они прежде всего другими насекомыми, которых ловят в воздухе. Личинки также ведут хищнический образ жизни и зачастую прячутся в траве или под камнями, выжидая добычу, но не строя воронок. Все европейские виды проходят, по-видимому, двухлетний цикл развития; зимует личинка.

## Классификация
Подсемейства
- Albardiinae
  - Albardia furcata
- Ascalaphinae
  - Ascaloptynx
  - Borgia
  - Bubopsis
  - Deleproctophylla
  - Libelloides
  - Neadelphus
  - Prosuhpalacsa
  - Puer
  - Ricartus
- Haplogleniinae

### Ископаемые виды
- Amoea electrodominicana
- Ascaloptynx oligocenicus
- Borgia proavus
- Neadelphus protae
- Prosuhpalacsa biamoensis
- Ricartus edwardsi
- Ululodes paleonesia

## Распространённые виды
Для СССР указывалось 12 видов из 4 родов, в том числе для Европейской части 4 вида.
- Пёстрый аскалаф (Libelloides macaronius) (Scopoli, 1763)
- Сибирский аскалаф (Libelloides sibiricus) (Eversmann, 1850)
- Libelloides longicornis
- Libelloides baeticus (Rambur, 1842)
- Libelloides coccajus Denis & Schiffermüller, 1775
- Libelloides cunii Selys-Longchamps, 1880
- Libelloides hispanicus (Rambur, 1842)
- Libelloides ictericus (Charpentier, 1825)
- Libelloides italicus (Fabricius, 1781)
- Libelloides lacteus (Brullé, 1832)
- Libelloides longicornis (Scopoli, 1763)
- Libelloides rhomboides (Schneider, 1845)